# Coronel Rosales (partido)
Coronel Rosales (Partido de Coronel Rosales) is een partido in de Argentijnse provincie Buenos Aires. Het bestuurlijke gebied telt 60.892 inwoners. Tussen 1991 en 2001 steeg het inwoneraantal met 2,3 %.

## Plaatsen in partido Coronel Rosales
- Bajo Hondo
- Balneario Pehuen-Có
- Paraje Calderón
- Puerto Rosales
- Punta Alta
- Villa del Mar
- Villa General Arias